# Шамакеї
Одним із стародавніх тюркських племен, які брали участь в етногенезі азербайджанських тюрків, було плем'я шамакеїв. Раніше, ґрунтуючись на іранській та кавказькій концепціях походження азербайджанських тюрків, генез топонімів Ширван і Шамахи проводився до іранських або кавказьких народів. Навіть були ті, хто говорив про арабські корені Шамахи. Хоча назва цього міста згадувалася ще в II столітті Птолемеєм як Кемахія. Останні дослідження ж показали, що у назві міста живе самоназва племені шамакеїв. Назва цього племені згадується у стародавніх вірменських джерелах як "іжмакі". Однак, про етнічну приналежність нічого не говорилося. Довести тюркське походження цього племені можна лише на підставі проведення етнонімічних і топонімічних паралелей.  
Перші вказівки про плем'я під назвою "камах", десь у Північному Кавказі, належать Плінію Старшому, датований I століттям н.е. (Пліній, VI, 21).  Грецькою і латинською мовами всі іноземні слова, що починаються на "ш", передавалися з "к" або "с". Тому зазначений ним етнонім "камах" стає "шамак". Так, при порівнянні, і Птолемей називає топонім у Кавказькій Албанії Шамакія як Кемахія. Пліній пише (Пліній, VI, 50), що камахи і саки живуть за річкою Яксарт (Сирдар'я) у Центральній Азії. Для порівняння можна навести паралелі з іншими тюркськими народами: так, у казахів є пов'язане з саками плем'я шомакей, а у каракалпаків, туркменів є тюркське плем'я шамак, у киргизів - тюркське плем'я шамах або шамак. У Хорезмі та Туркменістані є дві руїни з назвою Шамахгала. Цікаво також і те, що у Середній Азії топоніми Шамахгала і Шірвангала територіально знаходяться в тісній близькості .
Історична роль племені шамак у житті Кавказької Албанії невідома. Відомо тільки їх проживання на території цієї держави. У будь-якому випадку, існування населеного пункту з назвою Шамахи в II столітті н.е. дає привід сміливо говорити про можливе проживання племені з відповідною назвою на даній території вже в часи до н.е.. Треба також зазначити, що ще в раннє середньовіччя на території Південного Азербайджану вже було відомо поселення під назвою Шимак, а в Татарстані - Шамак.